# 덴카와촌
덴카와촌(일본어: 天川村)은 일본 나라현 중부에 있는 요시노군의 촌이다. 유네스코 세계유산에 등록된 기이 산지의 영지와 참예도의 주요 부분 중 하나이다.

## 지리
나라현 중앙부 남쪽에 위치하며 오미네 산맥의 산들이 우뚝 솟아 있고 핫쿄우가봉(1,915m)이 있으며 구마노강이 흐른다. 긴키 남부에서는 지형이 높은 곳이기 때문에 시원한 기후이며 여름에는 피서지로, 가을에는 단풍 명소로 관광객을 모으고 있으며 겨울철은 매우 춥다.

## 역사
원시 유적은 거의 발견되지 않았고 옛날에는 사람들이 정착하지 않았지만 수행자들의 갈곳을 여는
계기가 되어 7세기에 엔노 오즈누에 따라 긴부산・오미네산이 창건된 이래 사람들의 
정착을 촉진해 산악 수험도의 근본 도장으로 번창했다. 나라 시대와 견당사가 가져온 카하라 카오루의 받침대 돌로 시라이시 대리암을 잘라 운반한 기록이 남아 있다. 이는 쇼소인의 문서에 남겨져 있어 공식적인 문서에 덴카와촌이 등장하는 최초 사례라고 할 수 있다. 헤이안 시대에는 우다 천황, 후지와라노 미치나가와 구카이 등을 비롯한 많은 사람들이 오미네산에 참배를 했었다. 이 땅을 거쳐 평원의 유령 도시인 고야산에 이르렀다는 이야기가 전해진다. 마을은 천하 신사의 신앙을 중심으로 번영해 남조에 따라 면제 혜택도 받아 경제적으로도 안정되어 있었다. 

## 연표
- 1889년 4월 1일 - 정촌제 시행으로 24개 촌을 중심으로 구역을 확장하여 현재에 이른다.

## 교통

### 도로
- 국도 제309호선 (일본)(일본어판)